# Apollinaire Louis Sicard
Pour les articles homonymes, voir Sicard.
Apollinaire Louis Sicard, né le 26 avril 1806 à Lyon et mort dans cette même ville le 2 mai 1881, est un peintre français, pastelliste spécialiste de fleurs.

## Biographie
Apolitain Louis Sicard naît à Lyon le 2 avril 1806 au domicile de ses parents Nicolas Sicard, fabricant de bas, et Antoinette Peronnet, 72 rue Bellecordière.
Il entre à l'école des beaux-arts de Lyon dans la classe de Thierriat. En 1825, dans la deuxième section fleurs de Thierriat, il obtient une troisième mention.
Apollinaire Louis Sicard est l'élève d'Antoine Berjon et Pierre Révoil.
En 1831, il épouse à Lyon Madeleine Charmillion, le couple a sept enfants dont Nicolas né en 1846.
Il a un magasin d'antiquités qui lui laisse le temps de se consacrer à la peinture. Il expose surtout à Lyon à partir de 1837.
Il meurt le 2 mai 1881 à Lyon au 38 quai de l'hôpital. Il repose au Cimetière de Loyasse dans la concession familiale des Sicard et Goux.

## Œuvres dans les collections publiques
- Dijon, musée des beaux-arts : Reines-marguerites et liserons[5].
- Lyon, musée des beaux-arts :
  - L'Automne, 1854[6] ;
  - L'Été, 1854[7] ;
  - L'Hiver, 1854[8] ;
  - Le Printemps, 1854[9].

## Galerie

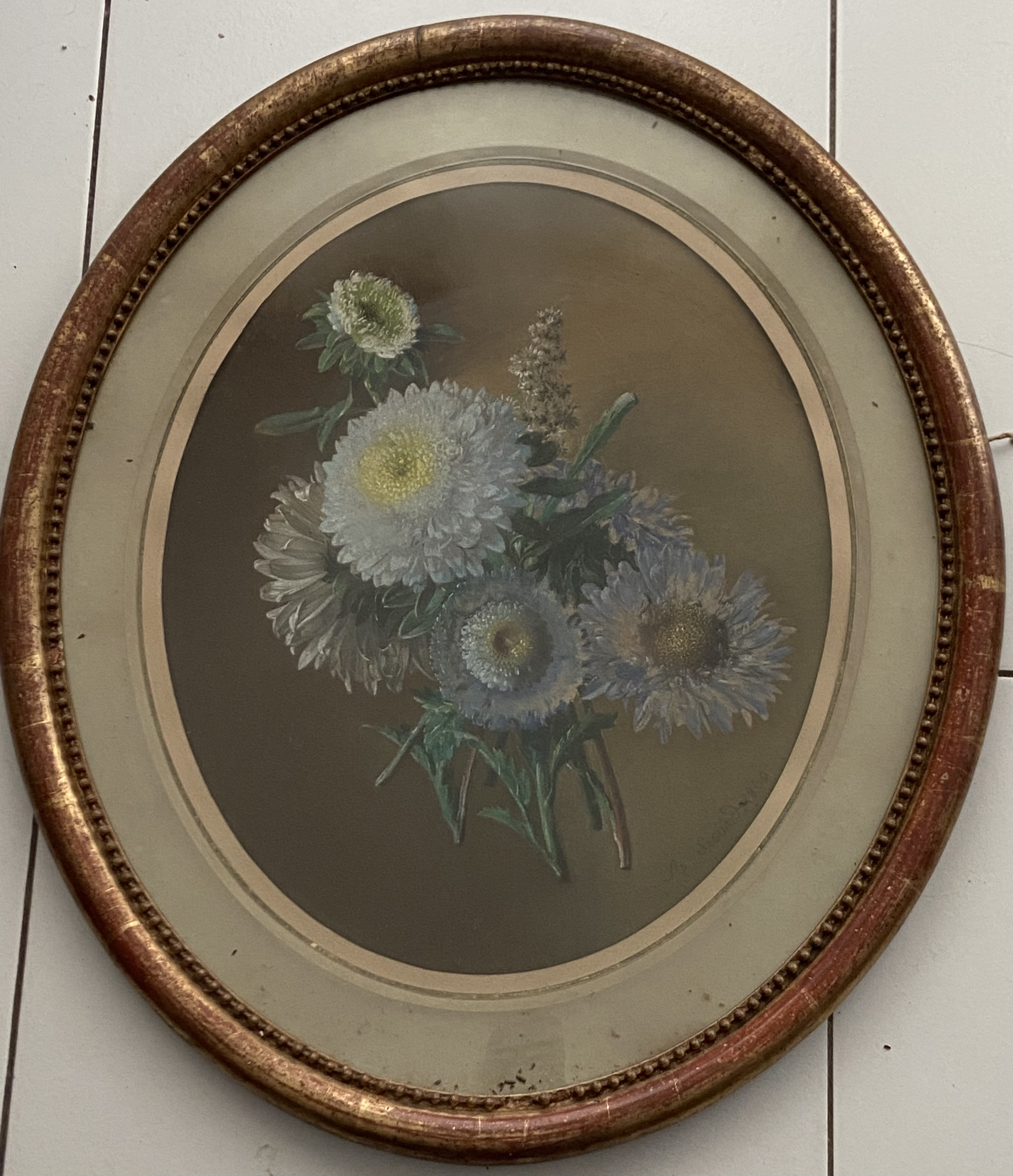
Chrysanthèmes blancs (1860), collection privée.